# Ötösfogat (televíziós sorozat, 1994)
Az Ötösfogat (eredeti cím: Party of Five) amerikai televíziós filmsorozat, amelyet Christopher Keyser és Amy Lippman alkotott. A forgatókönyvet Ian Biederman írta, Lou Antonio és Daniel Attias rendezte, a zenéjét Tim Cahill, Jon Ehrlich és Stephen Graziano szerezte, a főszerepekben Scott Wolf, Matthew Fox és Neve Campbell látható. A High Productions készítette, a Sony Pictures Television forgalmazta. Amerikában 1994. szeptember 12. és 2000. május 3. között a Fox mutatta be.

## Szereplők
| Szereplő                        | Színész              | Magyar hang | Leírás |
| ------------------------------- | -------------------- | ----------- | ------ |
| Bailey Salinger                 | Scott Wolf           |             |        |
| Charlie Salinger                | Matthew Fox          |             |        |
| Julia Salinger                  | Neve Campbell        |             |        |
| Claudia Salinger                | Lacey Chabert        |             |        |
| Kirsten Bennett Thomas Salinger | Paula Devicq         |             |        |
| Sarah Reeves Merrin             | Jennifer Love Hewitt |             |        |
| Justin Thompson                 | Michael A. Goorjian  |             |        |